# 藍澤光
藍澤光（あいざわ ひかる）はマイクロソフト台湾法人がMicrosoft Silverlightのプロモーションのために作った美少女キャラクター。2010年9月27日登場。名前の読みは中国語ではなく日本語読みの「あいざわ ひかる」が正式名称である。

## 概要
キャラクターデザイナーは台湾在住のイラストレーター「shinia」。
従来のマイクロソフトのイメージとはかけ離れた「萌えキャラ」ぶりに、台湾のみならず日本のオタクからも注目を集めた。
台湾版のSilverlight公式サイト（「外部リンク」の項参照）には藍澤光のイラストが大きく表示され、藍澤光の壁紙のダウンロードやファンイベントの告知が前面に押し出されている。完全にSilverlightのプロモーションそっちのけでオタク向けに舵を切ったその路線は、「もはや何のサイトだかよく分からない」とまで評されるに至っており、全世界のマイクロソフト公式サイトの中で異彩を放っている。
2014年6月23日をもって「藍澤光」の公式ページが一旦終了。この時点では、以後Facebookにて情報を提供していくとしていたが、同年9月9日に今度はWindows Azureの台湾におけるプロモーションキャラクターとなることが明らかにされ、藍澤光が登場する育成ゲーム風サイト「My Azure Girl」も公開された。
なお、類似のキャラクターとして日本マイクロソフト公認（公式ではない）のWindows 7プロモーションキャラクター「窓辺ななみ」や、Windows Azureのプロモーションキャラクター「クラウディア・窓辺」が挙げられる。窓辺ななみはMSDN内の漫画『クラウド ガール -窓と雲と碧い空-』に登場している。
Silverlightのサポートが終了した2021年10月12日を以って引退した。

## 企画・イベント
公式サイト上では季節に応じた藍澤光の壁紙イラストやスクリーンセーバー、デスクトップアクセサリーの配布が行われているほか、マイクロソフト台湾法人主催の各種コンテストやイベントが開催されている。
- 2010年12月には、当初の「四女」という設定通り、3人の姉も公開された。4人はそれぞれ外見の特徴や性格が大きく異なり、オタクが好む様々なタイプの美少女キャラクターが揃う形となっている。
- さらに同月には、「クリスマス特別企画」として、四姉妹のうちの誰かとクリスマスにデートをするという、まさに「ギャルゲー」そのもののゲームも公式サイトにて公開された。
- 藍澤光の担当声優もこの時期に姚敏敏であると公表された。
- 2011年にはpixivでイラストコンテストがマイクロソフト台湾法人も協賛する形で開催された。
- 同年2月にはバレンタインデーを記念したコスプレコンテストを開催。優勝者はその後の各種イベントでキャンペーンガールとして登場している。
- 藍澤光の「誕生日」である同年9月27日には、1日限定で特製の壁紙の配布が行われた。
- 同年11月にはハロウィンパーティーを兼ねた藍澤光ファンイベントが開催予定である。
- 2012年1月1日には、台湾ではなく日本のマイクロソフトの企画により、事前の応募者宛クラウディア・窓辺とコラボレーションした年賀状が届けられた
- 2012年4月1日には、KDDIウェブコミュニケーションズのCLOUD CORE VPSエイプリルフール企画により、マイクロソフト台湾法人の許可のもと、オマージュである雲野コアというキャラクターが出現した。キャラクターを描いたのは藍澤光と同じくshiniaである。
- 2014年9月8日には、公式フェイスブックにで担当声優は林美秀に交代したと公表した。
- 2019年8月5日、公式フェイスブックのアカウント名が「Silverlight」に変更された[5]。
- 2022年1月20日、公式フェイスブックにて、2021年10月12日をもって正式に引退していたことが公表された[6]。
- 2022年5月20日、公式フェイスブックにて星 光（ほし ひかる）に改名し、恋愛シミュレーションゲームの「星光燦爛Secret Love」の開発に向けたクラウドファンディングが告知された[7][8]。
- 2023年4月1日、クラウドファンディングの目標金額に到達した[9]。